# Газель-дама
Газель-дама или сахарская газель (лат. Nanger dama), — один из видов настоящих антилоп (Antilopinae).

## Ареал
Ареал — каменистая южная Сахара и кустарниковая саванна сахеля, от севера-востока Мали и юга Алжира до Дарфура. Изолированный ареал подвида Nanger dama mhori находится в Марокко на территории национального парка Сусс-Масса. В дикой природе вид в основном представлен подвидом Nanger dama dama.
Также вид разводят в Северной Америке и Европе.

## Описание вида
Газель-дама — самая крупная газель, длина тела достигает 160—170 см, высота — 90-120 см и масса — 50-85 кг. Самцы заметно крупнее самок. Хвост длиной 25—35 см. Живут газели до 10-12 лет, в неволе до 18.
Газель-дама имеет жёлтый или красновато-коричневый окрас. Брюхо, ноги, голова белого цвета, как и пятно на горле. На морде имеются чёрные полосы. Рога с изгибом, у самцов около 35 см, у самок намного короче.

### Подвиды
Выделяют обычно три подвида, реже больше.
- Nanger dama dama
- Марокканская газель-дама[8] (Nanger dama mhorr)
- Nanger dama ruficollis

## Галерея

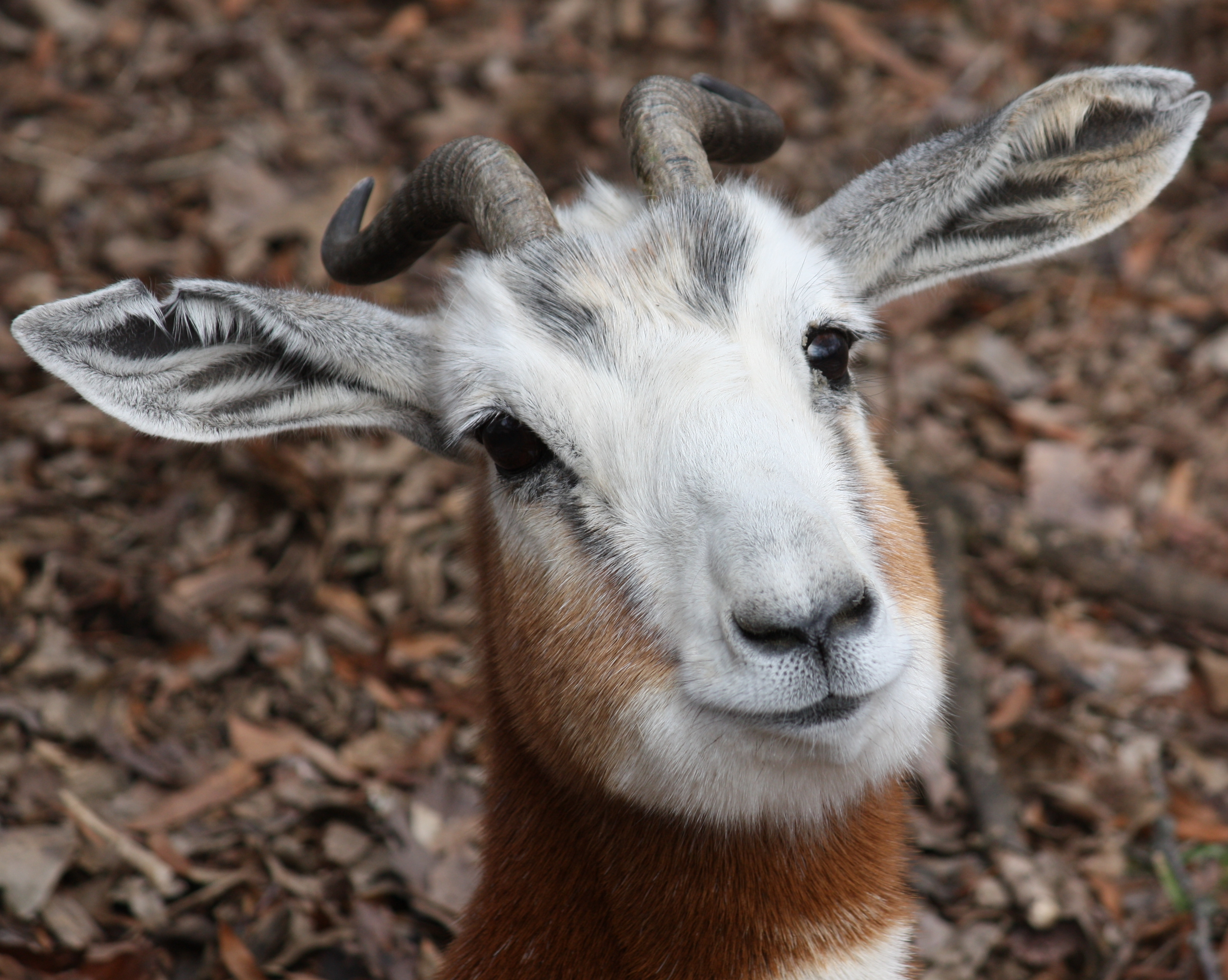
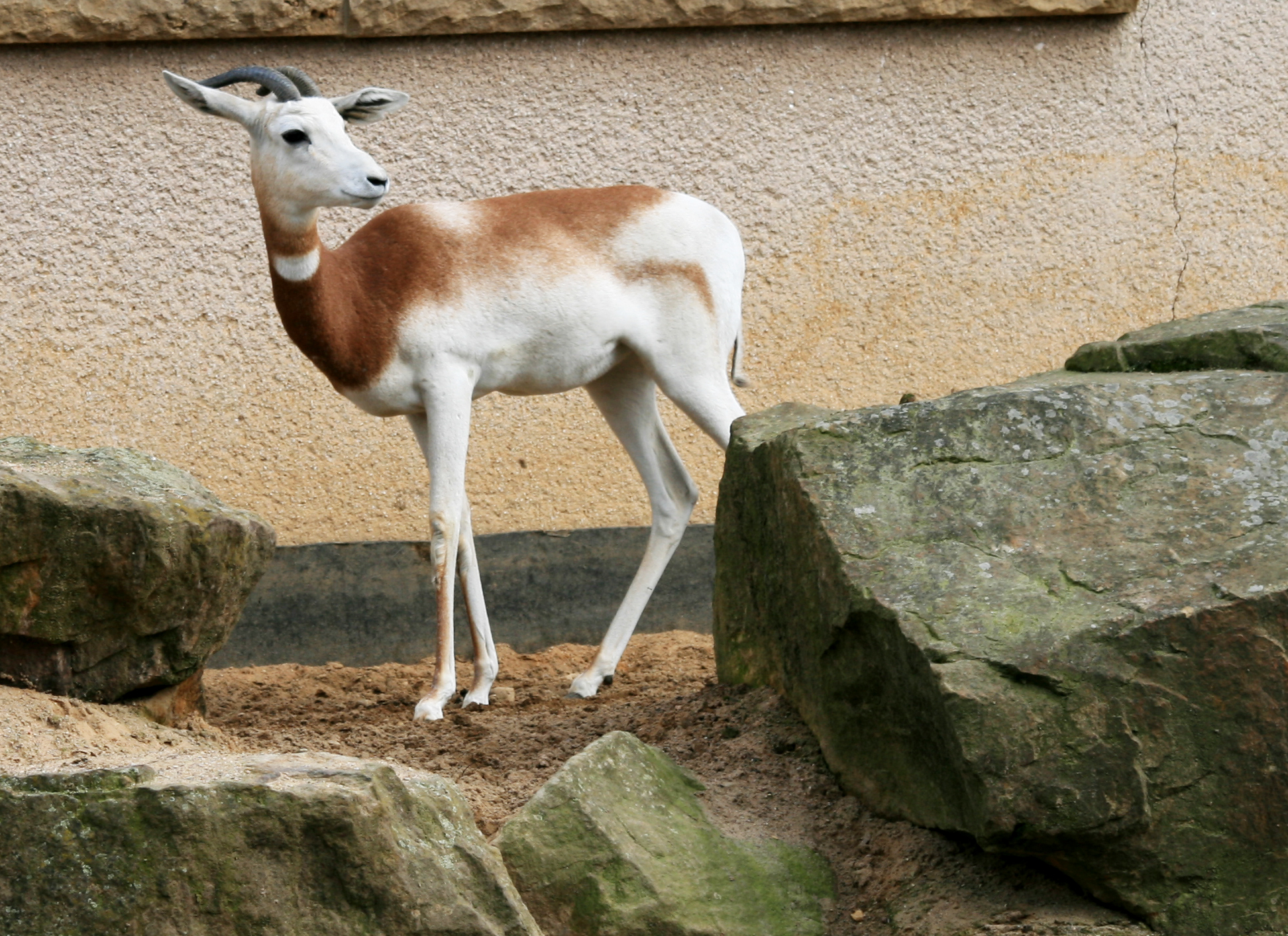
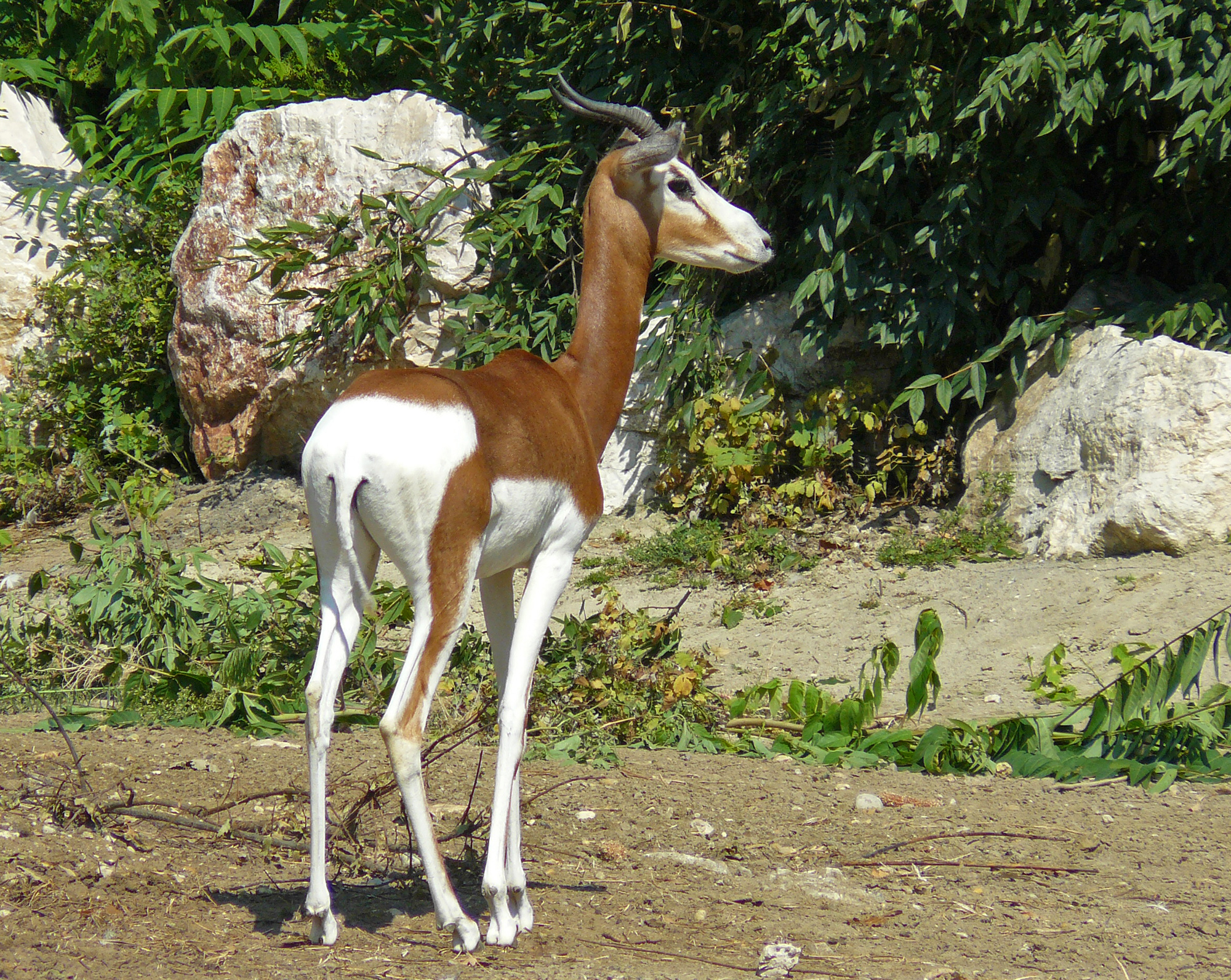
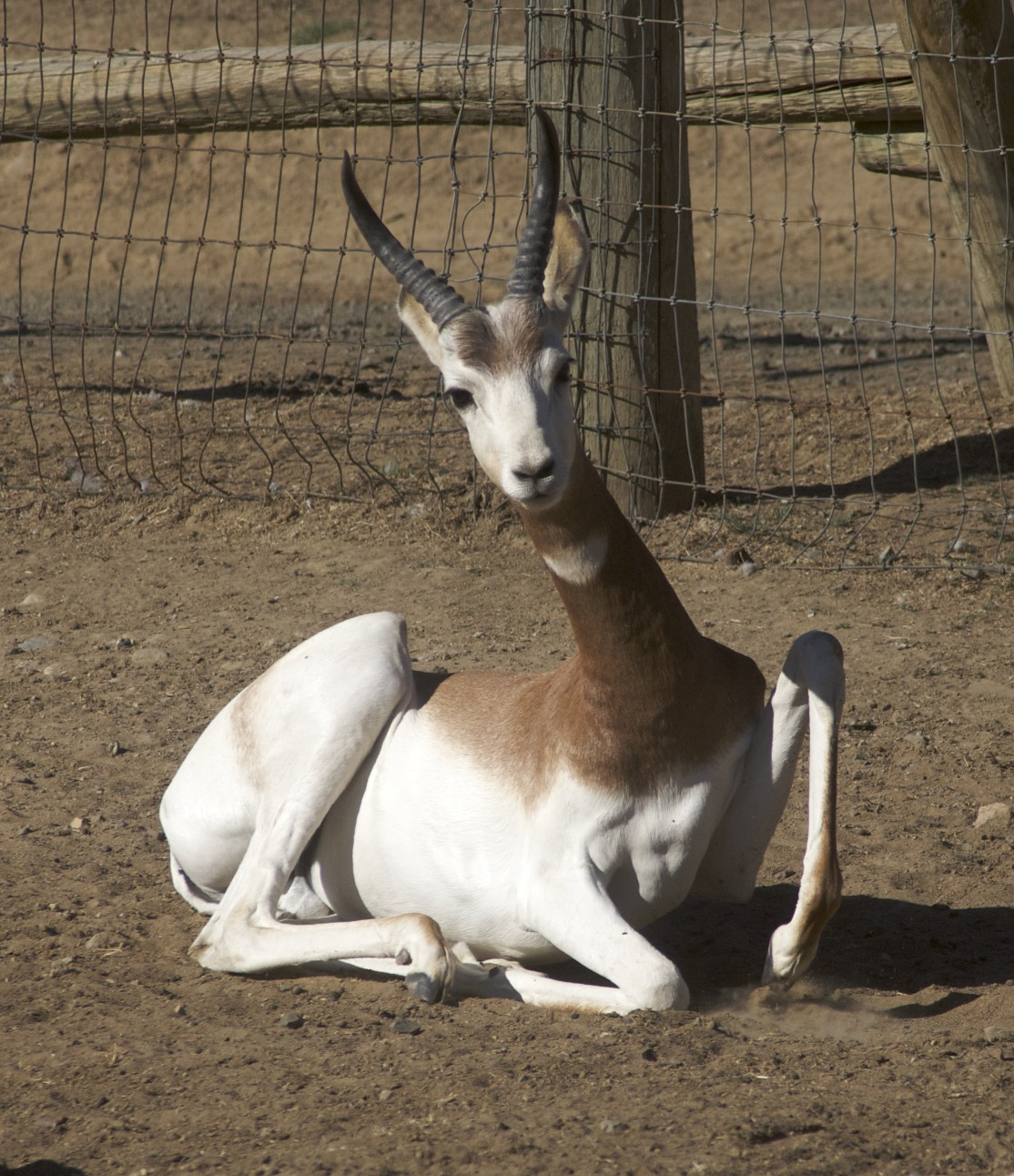